# Кранве Сал
Кранве Сал (фр. Cranves-Sales) насеље је и општина у источној Француској у региону Рона-Алпи, у департману Горња Савоја која припада префектури Сен Жилијен ан Женвоа.
По подацима из 2011. године у општини је живело 5660 становника, а густина насељености је износила | становника/km². Општина се простире на површини од ??? ². Налази се на средњој надморској висини од | метара (максималној 1.440 m, а минималној 439 m).

## Демографија
| 1962. | 1968. | 1975. | 1982. | 1990. | 1999. | 2011. |
| ----- | ----- | ----- | ----- | ----- | ----- | ----- |
| 1.060 | 1.296 | 2.001 | 2.753 | 3.931 | 4.400 | 5.660 |

График промене броја становника у току последњих година